# Ствол (зброя)

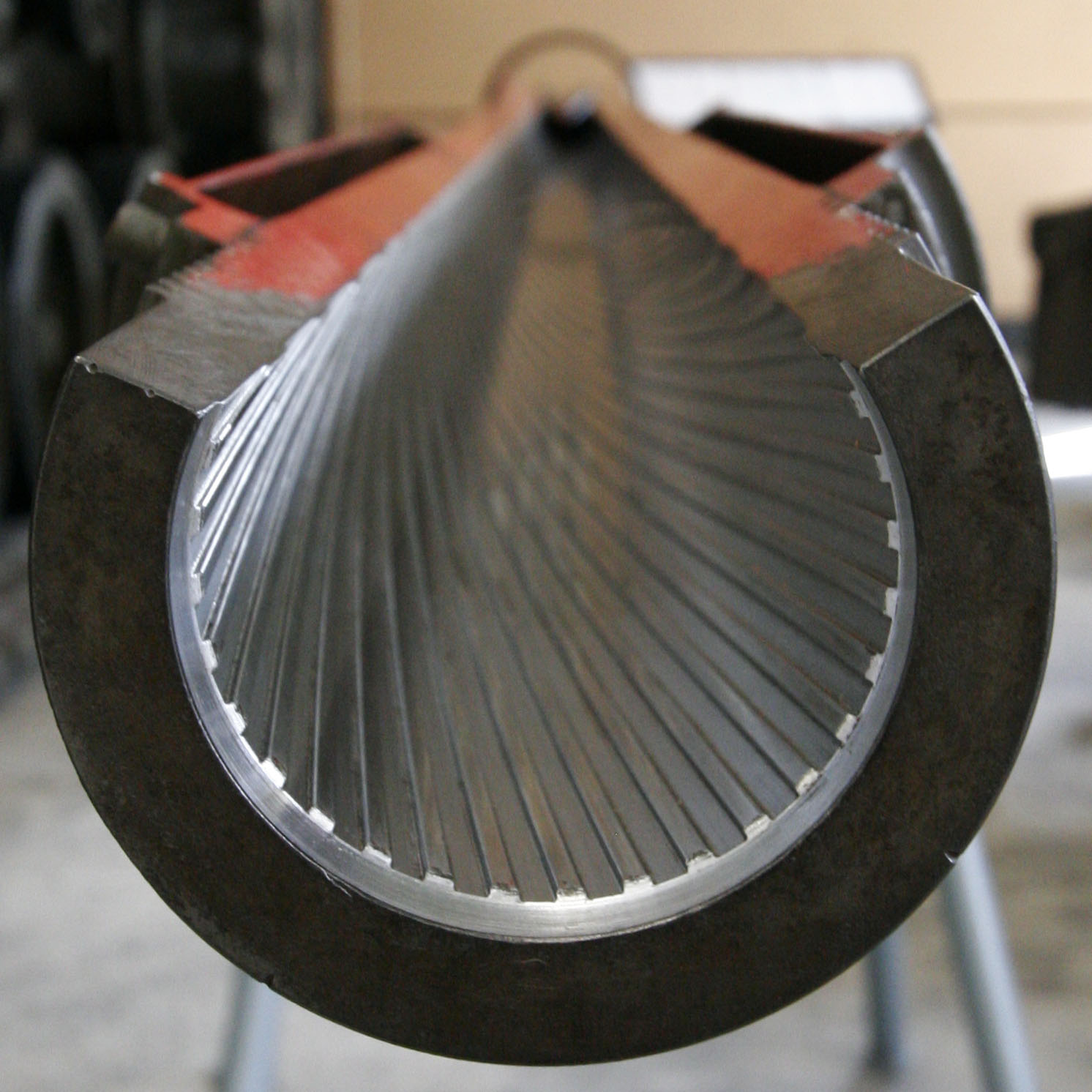
Нарізна 105-мм танкова гармата (у розрізі)

Ствол (також дуло, зрідка лю́фа, розм. ці́вка — у рушниць, жерло, тіло, хобот — у гармат) — основна частина вогнепальної зброї. Це пряма труба, зазвичай виготовлена із жорсткого високоміцного металу, крізь яку стрімке розширення газу (-ів) під високим тиском виштовхує з переднього кінця (дула) снаряд (міну, гранату, кулю) на високій початковій швидкості із наданням їм стійкого польоту у потрібному напрямку.

## Історія

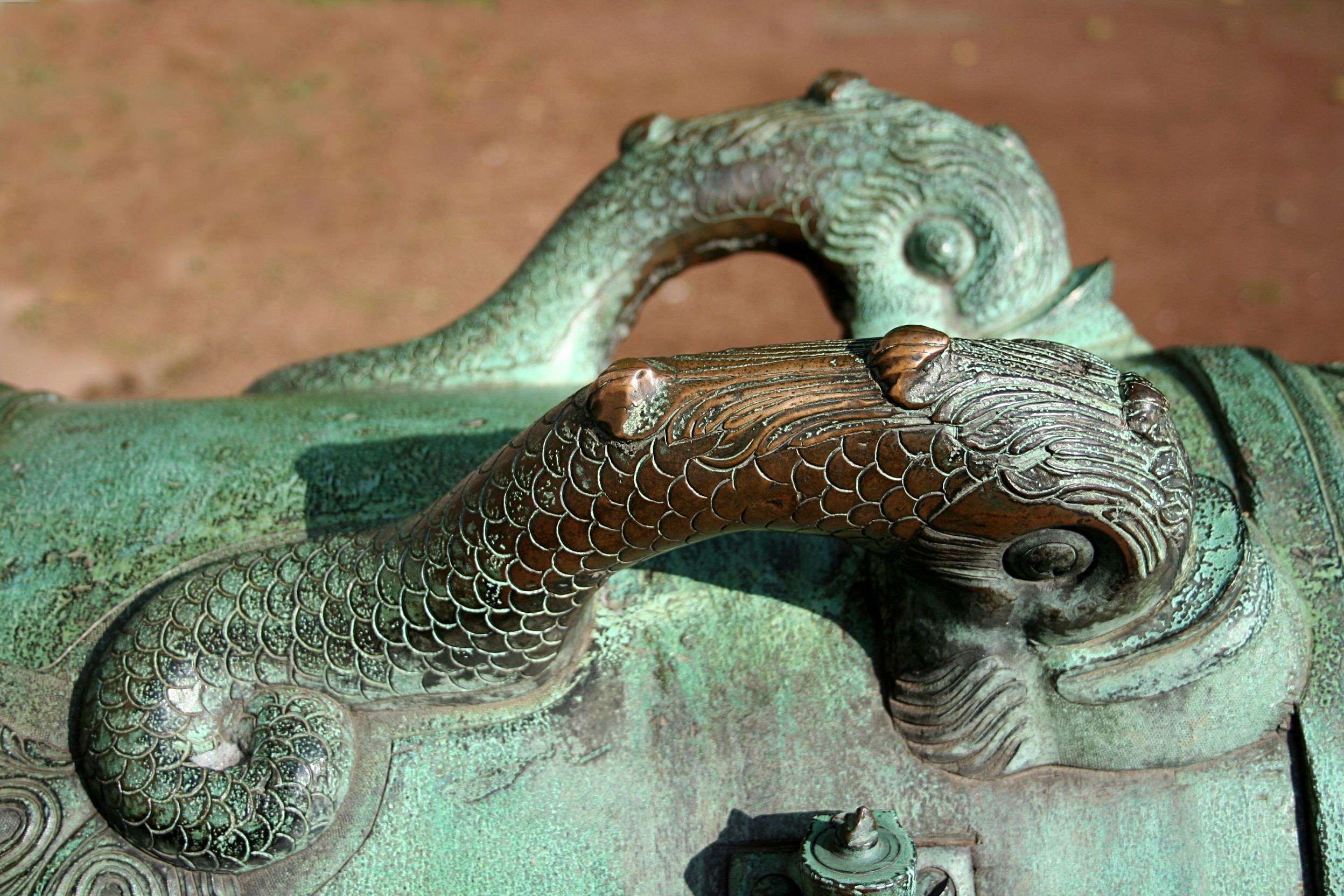
Дельфіни на стволі гармати XVIII ст.

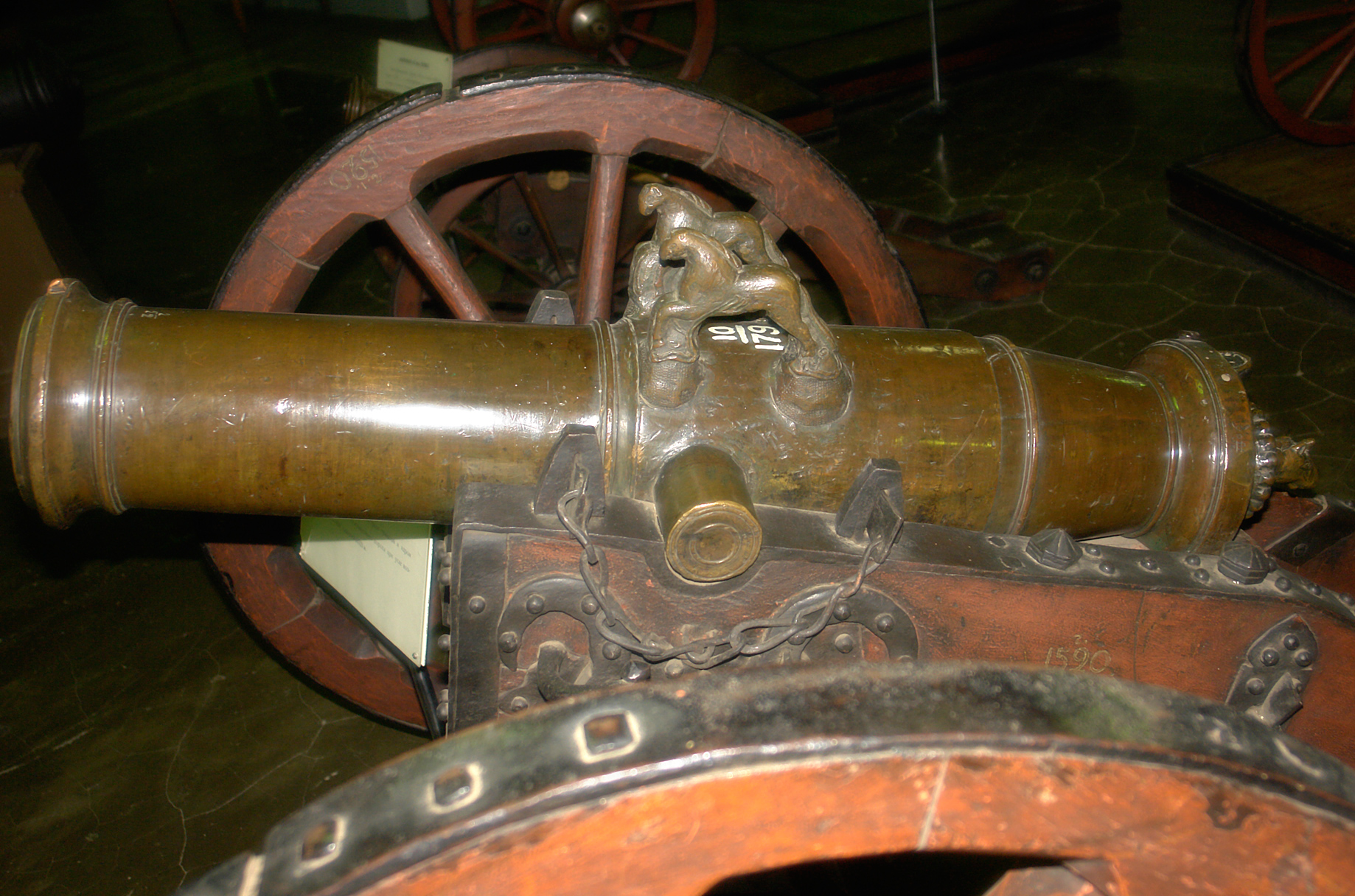
Ствол 107-мм полкового єдинорога другої половини XVIII ст.

Стволи найперших гармат робили зі стебел бамбука. Згодом з'явилися литі мідні стволи, а також ковані стволи, зварені із залізних поздовжніх штаб і обхоплені для міцності залізними обручами. Мали вони циліндричну форму, встановлювалися на дерев'яних колодах-станках, з яких надалі розвинулися лафети.
З часом стволи набули складнішої форми, вони вже мали вигляд кількох з'єднаних між собою зрізаних конусів і відливалися з бронзи. У стволі вирізняли три основні частини: дульну, цапфову і казенну. Дульна частина дещо розширялася до переду (потовщення стінок у неї називалось дульним потовщенням), і закінчувалася дульним зрізом. Зверху дульної частини поміщалася мушка, яка могла як відливатися разом зі стволом, так і бути угвинченою. Середня частина мала назву цапфової чи вертлюжної, бо на ній були цапфи — стрижні для встановлення ствола на лафет (у мортир цапфи кріпилися в нижній частині, тож в них цапфовою називалась не середня, а задня частина). У карронад цапфи замінював вал, що проходив крізь вухо на нижньому боці ствола. До того-ж, у середній частині зверху розміщалися дві скоби, призначені для підняття ствола, підвішування його на блоках: вони називались «дельфінами», бо первісно їх виконували у вигляді реальних або фантастичних тварин (у чавунних стволів з огляду на крихкість матеріалу, дельфінів не робили). Казенна частина завершувалася закругленням — таріллю (торіллю), на якій був кулястий виступ — винград. У казенній частині просвердлювався запалювальний отвір чи запал — він вів до зарядної камори. На поверхні ствола було кілька кільцевих потовщень або жолобків, званих фризами: широкі називались поясами, були також вузькі, як опуклі, так і заглиблені. Крайній ззаду називався тарільним, у середині цапфовим, крайній спереду — дульним.
Стволи ручної вогнепальної зброї розвинулись шляхом зменшення гарматних; вони кріпились на колодці, що пізніше перетворилась на ложе з прикладом. Простий запалювальний отвір, призначений для стрільби з ґнотом, був споряджений полицею для натруски, згодом були винайдені колісцевий і ударно-кременевий замки. Вдосконалення стрілецької зброї привело до появи казенно-зарядних рушниць і патронних магазинів.

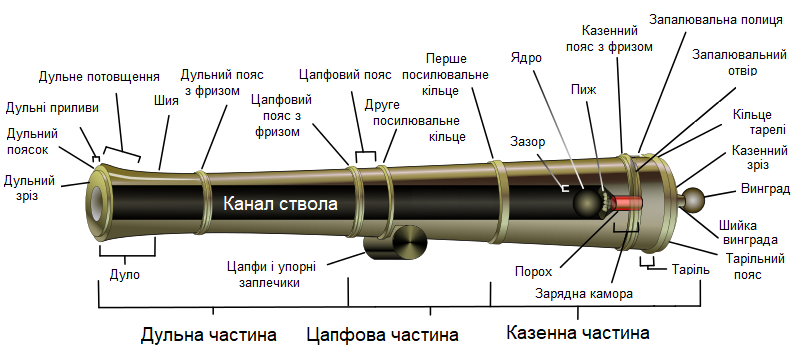
Будова ствола гармати Нового часу.

### Україна
На теренах України, перше виробництво (відливання) гармат, розпочалося у Львові, близько 1430 року.
За радянських часів, в Україні попри серійне виготовлення бронетехніки – танків та самохідних артилерійських установок, стволи до їхніх гармат не вироблялись, а ввозилися із території сусідньої Російської РФСР. Згодом коли росіяни, що були суперниками українського танку Т-84 на тендері для Пакистану у другій половині 1990-х років, навідріз відмовились від постачання танкових гармат та цим намагались зірвати виконання українськими підприємствами іноземного замовлення, в Україні швидко опанували виробництво стволів. Спочатку, це питання вирішили силами вітчизняних заводів — на ПАТ «Сумське НВО» було налагоджено виробництво гладких стволів до 125-мм танкових гармат КБА-3 (згодом на СКМЗ), а їх збирання з виготовленням решти складників, здійснювалось на Харківському ДП «Завод ім. Малишева». З часом – 2018 року, на Краматорському заводі важкого верстатобудування (КЗВВ), було створено виробництво різноманітних стволів. Всі ці стволи підприємство виготовляє на обладнанні власного виробництва, зокрема на особливому нарізному верстаті з числовим програмним керуванням КЖ 1975Ф3.

## Улаштування

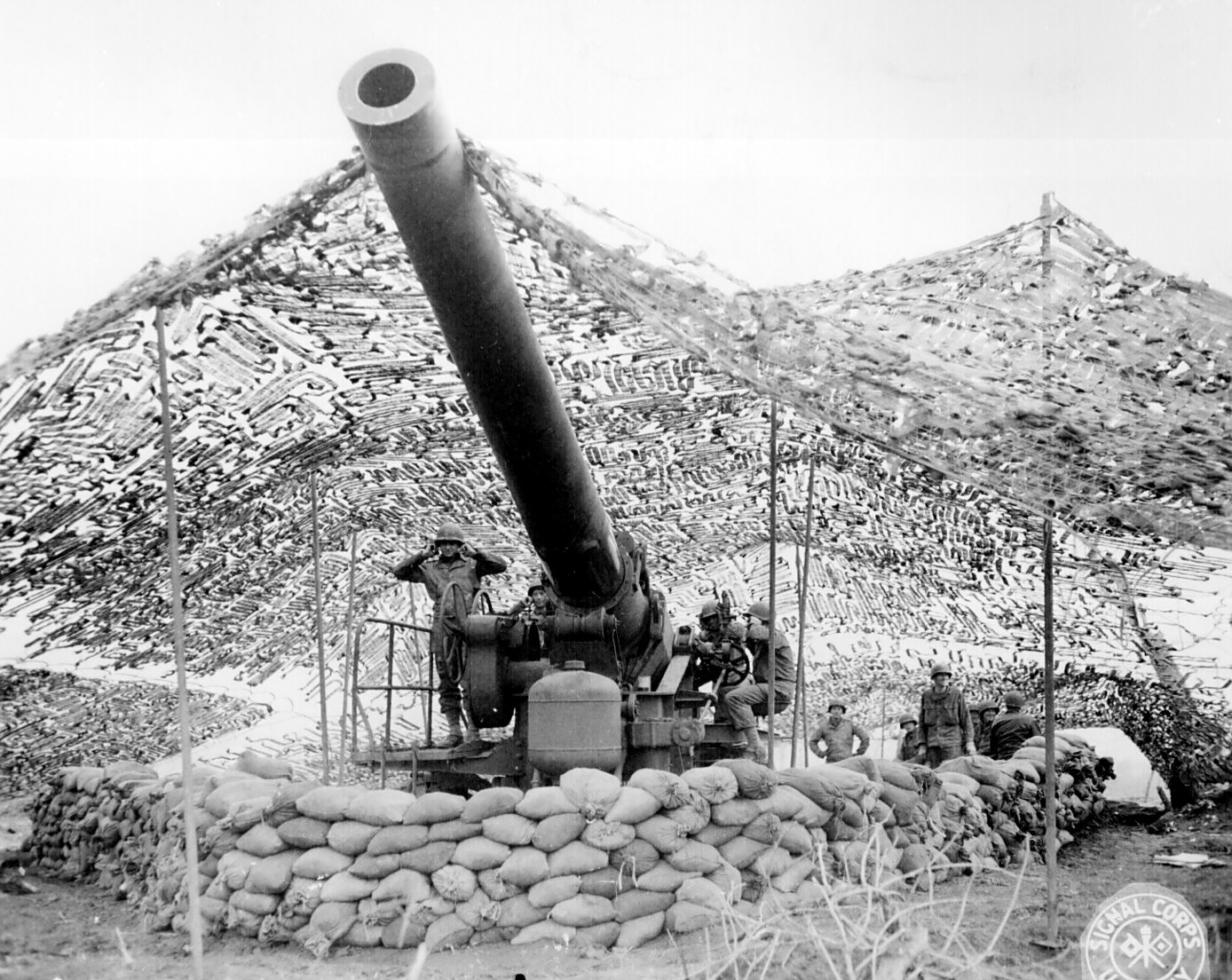
240-мм гаубиця

Ствол є основним елементом вогнепальної зброї. Він призначений для надання снаряду руху в заданому напрямку.

### Загальна будова

Гладкий ствол
Звичайна нарізка
Полігональна нарізка

Торцеві зрізи ствола прийнято називати казенним і дульним. Внутрішня порожнина, обмежена ними, називається каналом ствола. Він поділяється на каморну й напрямну частини, між якими розташований з'єднувальний конус. У каморі відбувається згоряння метального заряду під час пострілу. Діаметр каналу ствола по полях нарізу називається калібром зброї. Канал ствола казнозарядної зброї після заряджання і під час пострілу з казенної частини закривається затвором, який розташовано у затворному гнізді казенника. 
За улаштуванням напрямної частини стволи поділяються на гладкі та нарізні.
Нарізна частина ствола слугує для надання кулі не лише поступального, але й обертального руху, що стабілізує її тримання у польоті. Нарізи є смугоподібними поглибленнями, які в'ються уздовж стінок каналу ствола. Нижня поверхня нарізу називається дном, бічні стінки — гранями. Грань нарізу, котра обернена у бік патронника і сприймає основний тиск кулі, називається бойовою або провідною, протилежна — холостою. Випнуті ділянки між нарізами — поля нарізів. Відстань, на якій наріз робить повний оберт, називається кроком нарізу. Для зброї певного калібру крок нарізу однозначно пов'язаний з кутом нахилу нарізів — кутом між гранню і твірною каналу ствола.
У гладкоствольній зброї стійкість снаряда у польоті забезпечується за допомогою його стабілізувальних пристроїв. Стволи мінометів і безвідкотних гармат зазвичай гладко-стінні, мають порівняно невелику товщину стінок. Стволи безвідкотних гармат у казенній частині з'єднуються з соплом, крізь яке відводиться частина порохових газів для досягнення безвідкотності.
Патронник призначено для розміщення і утримання патрона. Зазвичай його стінки товщі від стінок ствола, оскільки внаслідок пострілу утворюється надзвичайно високий тиск (до 4000 атмосфер) та температура котрі зменшуються у міру просування кулі каналом ствола. Його вигляд та розміри визначаються формою і розмірами гільзи патрона. У більшості випадків форма патронника є трьома-чотирма зв'язаними конусами: у патронниках під гвинтівковий і проміжний патрон — чотири конуси, під патрон з циліндровою гільзою — один.
Кульовий вхід — ділянка каналу ствола між патронником і нарізною частиною. Кульовий вхід служить для правильного спрямування кулі в прохід ствола і має форму зрізаного конуса з нарізом, поля якого плавно піднімаються від нуля до повної висоти. Довжина кульового входу повинна забезпечувати входження провідної частини кулі в наріз каналу ствола раніше, ніж дно кулі покине дульце гільзи.
Патронники магазинної зброї починаються патронним вводом — жолобком, яким ковзає куля патрона під час подавання його з магазина.

### Артилерія
Ствол гармати розміщується в люльці, яка спирається своїми цапфами на верхній станок лафета.
У стволах гармат великого калібру (від 12 дюймів) для збільшення їх витривалості і зрівноваження зниження точності стрільби внаслідок зносу нарізів в ході використання, застосовуються вкладки — лейнери.

### Стрілецька зброя
Стволи стрілецької зброї мають відносно тонкі стінки які забезпечують міцність та зменшують нагрів під час стрільби (стволи снайперських гвинтівок роблять важкими для підвищення точності стрільби).
В автоматичній стрілецькій зброї з'єднання частин і механізмів в одне ціле, забезпечується ствольною коробкою, котра закриває казенну частину ствола.

### Допоміжні пристрої
Для зменшення енергії відкочування, стволи деяких гармат мають дульні гальма. На стволах танкової, самохідної і казематної артилерії є ежектори.
Стволи автоматичних гармат середніх і малих калібрів під час стрільби можуть штучно охолоджуватися водою, що проганяється в перервах між стрільбою безпосередньо крізь отвір ствола, або додатковими проходами в його стінці.

### Довжина ствола
Довжина ствола впливає на початкову швидкість кулі/снаряда. Її типово вимірюють як в абсолютних одиницях (міліметри, метри), так і у відносних — у калібрах. Однак традиції різних країн враховують різні частини ствола в підрахунку довжини. Наприклад, для морської артилерії в США довжиною ствола вважають відстань від дульного зрізу до внутрішньої стінки затвора незалежно від типу гармати, у Великій Британії, Франції, Італії, Японії та Швеції — від дульного зрізу до внутрішньої стінки затвора для гармат з гільзовим заряджанням або до краю грибоподібного стрижня для гармат з картузним заряджанням. В Німеччині, Австро-Угорщині та Російській імперії використовували довжину всього ствола. Наприклад, довжина ствола гармати 38 cm SK C/34 лінкора «Бісмарк» складає близько 52 клб за німецькою системою та близько 48 клб за британською та американською. Дослідник Тоні Діджуліан називає довжину внутрішньої частини ствола bore length («довжина каналу ствола») та довжину всього ствола, як у німецькій системі, gun length («довжина гармати»).

## Виготовлення
Є декілька способів виготовлення нарізних стволів. Зокрема, це протягування протяжки з обертанням різального інструмента, внаслідок чого він здійснює гвинтоподібний рух та залишає в каналі ствола нарізи з заданим кроком та глибиною. Другий спосіб — протягування без зняття шару металу за рахунок тиску профільованої оправки, що має форму необхідних нарізів, крізь канал ствола. Третій спосіб — кування нарізного ствола в холодному стані. Оправка для кування має форму каналу нарізного ствола. Заготовку ствола надягають на оправку та обстукують молотами. Водночас оправку обертають відповідно до кроку нарізів. Серед найпоширеніших вирізняють методи гарячого та холодного кування (радіального обтиснення). Кування не лише надає форму, але й поліпшує структуру металу з якого він виготовлений.
У разі гарячого кування, заготовку певного діаметра та довжини свердлять під визначений діаметр, надягають на поліровану оправку (дорн), що має довжину готового ствола та поміщають в індукційну пічку, де нагрівають до потрібної температури. Після цього розташовані кільцем молоти обстукують заготовку завдяки чому вона набуває внутрішньої форми ствола та розтягується на необхідну довжину. Згодом ствол обробляють зовні до потрібних розмірів та шліфують. Канал ствола розгортають начорно, та створюють дульне звуження або розширення. Потім рихтують. Після цього ствол з'єднують та обробляють канал ствола, патронник і чок.
За холодного кування ствола, береться заготовка певного діаметра та довжини. В ній свердлять отвір та надягають її на поліровану оправку (дорн), що має розміри каналу ствола, патронника і чока. Після цього заготовку обстукують молотками дещо довший час. У підсумку отримують готову внутрішню поверхню, яка не потребує додаткової розгортки. Канал ствола шліфують. Зовнішню форму стволу надають ковкою начорно, а потім його обточують та полірують.
Ствол можуть піддавати додатковій обробці:
- Оксидування: для захисту від впливів довкілля. Оксидована поверхня вважається не дуже надійним захисником і з часом може стиратись.
- Хромування: наносять шляхом електрохімічного осадження. Канал ствола покривають білим хромом для захисту від корозії та ерозії.

## Дія
Під час горіння заряду порохові гази у стволі зброї створюють високий тиск. Навіть найменший тиск у дуловій частині ствола у мить вильоту кулі, дорівнює декільком сотням атмосфер. Природно, щоби витримувати таке напруження, ствол зброї повинен мати велику міцність. Вона залежить від товщини стінок ствола і якості металу.
Зазвичай міцність ствола розраховується так, щоби він зазнавав тільки пружних деформацій розширення, тобто під впливом тиску розширювався, а з припиненням дії тиску набирав початкових розмірів. Якщо тиск у стволі перевищить величину, на яку розрахована міцність ствола, то ствол може зазнати залишкового спотворення, яке спостерігається у вигляді роздуття ствола, а іноді і його розриву.
Роздуття ствола відбувається тоді, коли в стволі зброї на шляху руху кулі з'являється стороннє тіло (клоччя, що залишилося після чищення, ганчірка, мастило, зібране в краплю, пісок, бруд та інше). Стороннє тіло є перешкодою, натикаючись на яку, куля сповільнює власний рух.
Гази, що виходять услід за кулею, відштовхуються від її дна і дають зворотну хвилю, але основна маса газів продовжує рухатися до дулової частини. Відбувається зіткнення двох хвиль газів, які рухаються в протилежних напрямах. Внаслідок цього позаду кулі виникає потужний тиск газів радіального напрямку, котрий перевищує міцність стінок ствола. Він і викликає роздуття або розрив ствола.
У ході стрільб ствол зазнає зносу. Причини, які викликають знос ствола, можна розподілити на три основні групи: хімічного, механічного і термічного впливу.
Внаслідок дій хімічного характеру в каналі ствола утворюється нагар. Якщо після стрільби не вичистити весь пороховий нагар, то канал ствола за короткий час в місцях сколювання хрому покриється іржею, після видалення якої залишаються сліди. У разі повторення таких випадків ступінь ушкодження ствола буде збільшуватись і може призвести до виникнення раковин, тобто значних поглиблень у стінках каналу ствола. Негайне чищення і змащування каналу ствола після стрільби запобігають його ураженню іржею.
Ушкодження механічного характеру — удари і тертя кулі об нарізи, неправильне чищення — призводять до стирання полів нарізів чи округлення кутів полів нарізів, особливо їх лівої грані, викришування і сколювання хрому у місцях сітки розпалу.
Причини термічного характеру (висока температура порохових газів, повторюване розширення каналу ствола і повернення його до початкового стану) призводять до утворення сітки розпалу і оплавлення поверхні стінок ствола в місцях сколювання хрому.
Під дією всіх цих явищ канал ствола розширюється, змінюється його поверхня, внаслідок чого збільшується прорив порохових газів між кулею та стінками каналу ствола, зменшується початкова швидкість кулі і збільшується розкидання куль.